# بون-دو-فو (آن)
بون-دو-فو (بالفرنسية: Pont-de-Vaux)‏ هي بلدية فرنسية تقع في إقليم الآن في فرنسا. رمز إنسي لها هو:1305. أما الرمز البريدي لها فهو: 1190.

## توأمة
لبون-دو-فو (آن) اتفاقيات توأمة مع:
- دورنهان